# 横浜吹越インターチェンジ
横浜吹越インターチェンジ（よこはまふっこしインターチェンジ）は、青森県上北郡横浜町吹越にある下北半島縦貫道路のインターチェンジである。

## 道路
- 下北半島縦貫道路（国道279号 横浜南バイパス / 吹越バイパス）

## 歴史
- 2017年（平成29年）11月15日 : 吹越バイパス・横浜吹越IC  - 六ヶ所IC間開通[1]。

## 周辺
- 吹越烏帽子
- 吹越駅

## 隣
下北半島縦貫道路（国道279号 横浜南バイパス / 吹越バイパス）
横浜IC（事業中） - 横浜吹越IC - 六ヶ所IC